# Касымбек, Женис Махмудович
Жени́с Махмудович Касымбе́к(каз. Жеңіс Махмұдұлы Қасымбек, Jeñıs Mahmūdūly Qasymbek; род. 7 мая 1975, Чу, Джамбульская область) — казахстанский политик, аким города Астаны с 8 декабря 2022 года.

## Биография
Родился 7 мая 1975 года в городе Чу Джамбульской области.
- В 1997 году окончил Казахскую государственную архитектурно-строительную академию. Архитектор-дизайнер.
- В 2001 году окончил Евразийский государственный университет им. Л. Гумилева.

## Трудовая деятельность
- 1997—1998 — стажер-исследователь Казахской головной архитектурно-строительной академии
- 1998 — главный специалист ОАО «Темирбанк»
- 1998—2000 — начальник отдела Комитета по антимонопольной политике Республики Казахстан
- 2000—2004 — директор департамента водного транспорта Министерства транспорта и коммуникаций Республики Казахстан
- 2004—2005 — директор РГП «Актауский международный морской торговый порт»
- С 4 ноября 2005 года — вице-министр транспорта и коммуникаций Республики Казахстан
- С 11 марта 2009 года — ответственный секретарь Министерства транспорта и коммуникаций Республики Казахстан
- С 7 марта 2014 года — министр транспорта и коммуникаций Республики Казахстан.[2]
- С 13 августа 2014 года — первый вице-министр по инвестициям и развитию Республики Казахстан
- C 21 июня 2016 года — министр по инвестициям и развитию Республики Казахстан[3]
- С 25 февраля 2019 года — заместитель премьер-министра Республики Казахстан
- С 19 сентября 2019 по 8 декабря 2022 года — аким Карагандинской области[4]
- С 8 декабря 2022 года — аким города Астаны[5]

## Прочие должности
- С 2005 года — Председатель совета директоров АО «КазАвтоТранс»
- С 2006 года — Член совета директоров АО "НК «КазМунайГаз», Член совета директоров АО "НК «Казахстан темир жолы».

## Семья
- Отец: Касымбеков Махмуд Базаркулович — начальник Канцелярии первого президента Республики Казахстан.
- Мать: Кенчебаева Зауреш Курмановна
- Брат: Касымбек Ардак Махмудулы — Директор по корпоративному финансированию и управлению активами акционерного общества "Национальная компания «КазМунайГаз»
- Супруга: Касымбек Акжан Адихановна
- Имеет четверых детей: дочери — Акерке (1997 г.р.), Жансая — (2000 г.р.), Лейлим — (2003 г.р.); сын — Мади (2006 г.р.).

## Награды
Награды Казахстана
| Страна    | Дата | Награда                                            | Награда                                            |
| --------- | ---- | -------------------------------------------------- | -------------------------------------------------- |
| Казахстан | —    | Кавалер ордена Курмет                              | Кавалер ордена Курмет                              |
| Казахстан | 2017 | Кавалер ордена Парасат                             | Кавалер ордена Парасат                             |
| Казахстан | 2001 | Медаль «10 лет независимости Республики Казахстан» | Медаль «10 лет независимости Республики Казахстан» |
| Казахстан | 2008 | Медаль «10 лет Астане»                             | Медаль «10 лет Астане»                             |
| Казахстан | 2018 | Юбилейная медаль «20 лет Астане»                   | Юбилейная медаль «20 лет Астане»                   |

Награды иностранных государств
| Страна                                         | Дата вручения  | Награда                                                                  | Награда                                                                  |
| ---------------------------------------------- | -------------- | ------------------------------------------------------------------------ | ------------------------------------------------------------------------ |
| Высший совет Евразийского экономического союза | 8 мая 2015     | Медаль «За вклад в создание Евразийского экономического союза» 2 степени | Медаль «За вклад в создание Евразийского экономического союза» 2 степени |
| Совет глав государств СНГ                      | 17 июля 2017   | Грамота Содружества Независимых Государств                               | Грамота Содружества Независимых Государств                               |
| Кыргызстан                                     | 12 апреля 2024 | Орден «Достук»                                                           | Орден «Достук»                                                           |